# ホンマタカシ
ホンマ タカシ（1962年8月23日 - ）は、日本の写真家。
日本大学藝術学部写真学科在学中に、広告制作会社ライトパブリシティに入社。1991年から1993年にかけてロンドンに滞在し、ファッション・カルチャー誌『i-D』などで活動。帰国後は、雑誌、広告などを舞台に、ファッション、アートなど幅広いジャンルにおいて作品を発表。90年代以降、『purple』、『流行通信』、『スタジオボイス』、『BRUTUS』、『広告』、『Esquire』、『relax』、『H』、『Casa BRUTUS』などの国内外の雑誌を中心に、2000年代前後から建築の分野においても独自の作品を発表する。2010年4月、東京造形大学大学院に客員教授に着任。「TOKYO」「波」「きのこ」など、時間や場所を横断しながらモチーフを継続することでシンフォニーのように作品を構築することでも知られる。

## 人物
- 写真をはじめたきっかけについて、写真集『Babyland』（1995）に付属する冊子の冒頭で漫画家・岡崎京子にたずねられ「うちがカメラ屋だから。カメラのホンマ。」と話している。
- 2001年に始めたブラジリアン柔術は紫帯。
- 作品集のほとんどがソフトカバー。その理由について、エド・ルシャの60年代から70年代を中心に発表されたアーティストブックや、ジャック・ピアソンが90年代にギャラリーとつくったアーティストブック『Angel Youth』などへの共感を2019年のTOKYO ART BOOK FAIRに関連したインタビューで語っている。それは初めての作品集『Babyland』（1995）や『トーキョー・ティーンズ』（1996）、写真を提供したアトリエ・ワンの『もっと小さな家 アトリエ・ワン』（2001）、『LOOKING THROUGH - LE CORBUSIER WINDOWS』（2019）など、以降も共通している。
- ジャック・ピアソンのアーティストブック『Angel Youth』に対し「90年代で一番重要な本」と語っている。

## 経歴
- 1962年 - 東京・音羽にて長男として生誕。1歳前後の時期に東京都田無市（現・西東京市）に引っ越す。のちに弟と妹が生まれる。
- 1967年- 田無市西原町にある自然環境豊かな環境にある学校法人浜の真砂学園 明成幼稚園に入学。
- 1969年 - 田無市立西原小学校（現・西東京市立けやき小学校）入学。
- 1972年- 市内の谷戸第二小学校に転校。この年野球を始め、軟式野球チーム「レッドアロー」に入る。ポジションはセカンド、のちにピッチャー。以降、高校まで野球に熱中する。
- 1975年 - 日本大学第二中学校に入学。家業がカメラ店だったことから、身近にあった8mmカメラや一眼レフカメラで趣味の野球関連の撮影を楽しむように。
- 1978年 - 日本大学第二高等学校に進学。野球部に入部する。
- 1980年 - 高校3年生。怪我なども経験し野球に対する情熱は薄れ、将来の仕事を考える中でスポーツ写真に興味を持つ。
- 1981年 - 日本大学第二高等学校卒業。
- 1982年 - 一浪の後、日本大学芸術学部写真学科に入学。しばらくして絵を描くためセツ・モードセミナーにも入学し2〜3年在籍する。
- 1983年 - 大学に在籍しながら、マガジンハウスでカメラアシスタントのアルバイトを始める。マガジンハウス「an・an」のニューヨーク取材ではアンディ・ウォーホルの撮影のカメラマン助手を務める。
- 1984年 - 広告制作会社ライト・パブリシティの募集に応募、合格する。大学在籍中の入社は篠山紀信以来。
- 1985年 - 晴れてライト・パブリシティ入社。4年ほどアシスタントを務めたのち一人立ちするのが通例の中、入社後半年でデザイナーから仕事を頼まれる。
- 1989年 - この年創刊された雑誌『CUTiE』にカメラマンとして参加。この年退社の決意をかためる。
- 1991年 - 6年在籍したライト・パブリシティを2月に退社後渡英。『i-D』のアートディレクター、テリー・ジョーンズの依頼で『i-D Japan』の表紙を4号分撮影。9月、本格的にロンドンに移住し、この年は東京とロンドンを行ったり来たりして過ごす。
- 1992年 - ロンドンに滞在し、ファッションカルチャー誌『i-D』を中心にロンドンのファッション、クラブシーンなどを撮影。この頃同じく『i-D』に作品を提供していた写真家ヴォルフガング・ティルマンスと出会う。
- 1993年 - 日本を撮影するために、年末に帰国。
- 1994年 - のちに『Babyland』『TOKYO TEENS』に収められる作品を撮り始める。その中には『東京郊外 TOKYO SUBURBIA』の作品も含まれる。
- 1995年 - 写真集『Babyland』（リトルモア）を刊行。岡崎京子との対談小冊子が付属。パルコギャラリーで同作の写真展を行う。
- 1996年 - 写真集『TOKYO TEENS』（リトルモア）、写真集『BABY GENERATION』（リトルモア）を刊行。写真展「SLEEP（タカ・イシイギャラリー）、グループ展「BABY GENERATION」開催。
- 1997年 - 写真集『HYPER BALLAD: Iceland Suburban Landscapes』（スイッチ・パブリッシング）刊行。グループ展「Cities on the move」（Secession、ウィーン）参加。
- 1998年 - 写真集『東京郊外 TOKYO SUBURBIA』刊行。黄色い冊子が付属し撮影マップ「東京郊外 1995-1998」と、建築家の貝島桃代の「郊外の風景の見方」、社会学者の宮台真司の「意味なき強度を生きる」の2つのテキストが収録された。絵本のような厚紙を貼り合わせた合紙製本で、その重さから展覧会販売分には「HEAVY HOMMA」のタグがおまけでついた。12月4日から翌年1月10日まで渋谷パルコギャラリーで「ホンマタカシ写真展 東京郊外」を開催。
- 1999年 - 『東京郊外 TOKYO SUBURBIA』で第24回木村伊兵衛賞を受賞。
- 2000年 - 雑誌『SWITCH』4月号から「建築・環境・写真」（文・貝島桃代）の連載を開始。現代建築を撮り始める。
- 2001年 - 写真集『東京の子供』（リトルモア）を刊行。巻末に「ジェネレーションX」の著者ダグラス・クープランドによるテキスト「幼年期の終わり」を収録。
- 2004年 - 写真家の中平卓馬を追った映画『きわめてよいふうけい』を撮影。
- 2008年 - 日本人現代作家として初めて、ニューヨークのApertureから写真集『TOKYO』を刊行。1993年から2007年までの間に東京をテーマに撮影した作品が収録され、これまでの集大成と言える内容になっている。
- 2008年 - Aperture『TOKYO』の発刊を記念し、個展「ホンマタカシ：TOKYO」を開催。（2008年5月7日 - 5月31日、GALLERY 360°、東京）
- 2009年 単行本『たのしい写真 よい子のための写真教室』を刊行。2001年から2008年までCasa BRUTUS、PhotoGRAPHICA、スタジオボイス、アサヒカメラなどに寄稿したものと書下ろしにより構成。デザインはアートディレクターの服部一成と山下ともこ。これに関連して、青山ブックセンター本店にてワークショップを行う。第6期まで継続的に開催され、写真を軸に枠にとらわれないあらたなアーティスト像を提示した。
- 2010年 - 東京造形大学大学院に客員教授として着任。
- 2010年 - 「Vedove/Widows」を開催（Antico Castello sul Mare、ラパッロ、イタリア）。第４回ラパッロ現代写真フェスティヴァル招待制作作品。ラパッロの未亡人たちのホンマが撮影した現在と過去（ファウンドフォト）のポートレートを時間軸を横断して並置した作品群。
- 2011年 - 『アサヒカメラ』において「今日の写真」という時評を鼎談形式で連載。
- 2011年 - 自身初の美術館での巡回展「ホンマタカシ ニュー・ドキュメンタリー」を開催。(2011年1月8日 - 3月21日 金沢21世紀美術館、2011年4月9日 - 6月26日 東京オペラシティアートギャラリー、2012年7月15日 - 9月23日 丸亀市猪熊弦一郎現代美術館)
- 2011年 - 「OUR MOUNTAIN」を千駄ヶ谷のPAPIER LABOで開催（2011年4月28日 - 5月15日）。山の写真とパピエラボがその写真による活版印刷のカード50部とオフセットとレタープレスで印刷した同名のZINEを制作。活版印刷の濃淡のグラデーションで印刷した作品を展示した。東京オペラシティアートギャラリーでの「ホンマタカシ ニュードキュメンタリー」のサテライトイベントのひとつとして開催された。同年、ソウルのショップoval.にも巡回。
- 2011年 - 個展「Seeing Itself <建築写真編> 」を開催。空間構成は建築家の大西麻貴が手がけた。（2011年4月30日 - 5月15日 Gallery KoKo、東京）
- 2013年 - 個展「Pinhole Revolution/Architecture」を開催。（2013年9月19日 - 10月26日 TARONASU、東京）
- 2014年 - 個展「都市へ / TOWARDS THE CITY - camera obscura study - 」を開催。（2014年11月22日 - 12月20日 TARONASU、東京）
- 2015年 - 太宰府天満宮アートプログラムvol.9として、個展「Seeing Itself - 見えないものを見る」を開催。太宰府天満宮宝物殿と境内数カ所にて展示。竈門神社の一間をカメラオブスキュラに見立てたピンホール作品や、「ホンマタカシ ニュー・ドキュメンタリー」でも試みられた双眼鏡を覗いて鑑賞する屋外でのインスタレーション作品も話題を呼んだ。（2015年4月26日 - 8月30日 太宰府天満宮宝物殿、福岡）
- 2015年 - 個展「Chandigarh」。インド・チャンディーガルのル・コルビュジエ建築を撮影した写真と映像作品で構成。（2015年1月15日 - 2月28日 CoSTUME NATIONAL LAB、東京）
- 2016年 - 個展「Various camera obscura studies 」を開催。（2016年11月18日 - 12月24日 TARONASU、東京）
- 2017年 - 個展「NEW WAVES / 新しい波」（2017年6月9日 - 6月29日、POST）。2011年以降に継続的に撮影された作品群と2017年に撮影された新作を展示。
- 2018年 - 個展「Fugaku 11/36 - Thirty six view of mount fuji」を開催。（2018年3月8日 - 4月7日 TARONASU、東京）
- 2018年 - 個展「ホンマタカシ 山展」を開催。（2018年10月24日 - 11月19日 CCCSCD by cifaka、岡山）
- 2019年 - 個展「Looking through - Le Corbuisier windows」を開催。（2019年9月7日 - 10月10日 TARONASU、東京）
- 2019年 - ウェブマガジン OIL MAGAZINE（PRODUCED BY CLASKA）にて、毎回ゲストの言葉とともに新たなアプローチで東京の風景とポートレートを撮影する『TAKASHI HOMMA TOKYO AND ME  東京と私』の連載を開始。（初回ゲストは女優・山口紗弥加）。2021年9月、連載をまとめたzineのvol.1が発売。
- 2021年 - 個展「鬼と白い馬」を開催。太宰府天満宮宝物殿と近隣の数カ所で展示を行った。（2021年4月24日 - 8月1日 太宰府天満宮宝物殿、福岡）
- 2021年 -『Tokyo and my Daughter 完全版』（2021年、Nieves）刊行を記念した展示をUTRECHT/NOW IDeA（東京青山）とPOST（東京恵比寿）にて同時開催。限定ポスターも制作・販売した。（2021年6月22日 - 7月11日 UTRECHT/NOW IDeA、2021年6月22日 - 7月18日 POST）
- 2021年 - 個展「New mushrooms from the forest」を開催。（2021年7月10日 - 8月7日 TARONASU、東京）
- 2021年 - 「さどの島銀河芸術祭2021」（新潟県佐渡島で2016年より開催）にて、島東南部、古い町並みが広がる佐渡市岩首にある藤九郎のワカメ小屋で「明るい部屋と暗い部屋」を開催。（2021年8月8日 - 10月3日 新潟）
- 2021年 - 福岡の老舗寿司店「吉冨寿し」の先代大将吉冨等の寿司の時間を追った写真集「Less is」、それに関連する展示「吉冨等×ホンマタカシ写真集「Less is」出版記念展 Less isになるまで」開催。（2021年9月15日 - 9月26日、一日）。映像、制作にまつわる校正紙も展示。同名の展示は5月、福岡市のブックスキューブリックでも行なった。
- 2021年 - 10月14日から11月28日までイタリアのボローニャで2年に一度ビエンナーレ形式で開催される国際的な写真展「FOTO/INDUSTRIA 2021」に参加。テーマは「FOOD」で、11のエキシビションがボローニャ市内中心部の歴史的な場所10ヶ所で開催。ホンマはル・コルビュジエとピエール・ジャンヌレが設計したThe Pavilion of the Esprit Nouveauで、世界のマクドナルドのファサードと北海道の鹿狩り後の血の痕跡を写真とペインティング作品「M + TRAILS」を発表した。現地ではこれらの作品に対し人間の消費が動物の犠牲の上に成り立っているとも評された。
- 2021年 - T-HOUSE New Balance（東京・日本橋馬喰町）にて、インスタレーション「TOKYO NEW SCAPES BY TAKASHI HOMMA」を開催（2021年12月10日 - 2022年1月25日）。新作となる撮り下ろし作品も2点発表。

## 受賞歴
- 1998年度、第24回木村伊兵衛写真賞

## 主要作品

### 写真集／単行本
- Babyland（1995年、リトル・モア）
- トーキョー・ティーンズ（1996年、リトル・モア）
- Hyper Ballad: Icelandic Suburban Landscapes（1997年、スイッチ・パブリッシング）
- 東京郊外 TOKYO SUBURBIA（1998年、光琳社出版）
- ウラH　ホンマカメラ（1998年、ロッキング・オン）
- コミックH　マンガカメラ（1999年、ロッキング・オン）
- TOKYO WILLIE（2000年、Taka Ishii Gallery）
- AERO-PHOTO（2000年、Gallery Interform）
- 月刊 坂井真紀 （2000年、新潮社）
- 東京の子供（2001年、リトルモア）
- ニュートーキョースタンダード（2001年、ロッキング・オン）
- Stars and Stripes - New York December 26, 2001 - January 5 2002（2002年）
- NEW WAVES（2003年、マガジンハウス）
- New Waves （2003年、A.P.C）
- きわめてよいふうけい（2004年、リトル・モア）
- in-between 1 ホンマタカシ デンマーク、ポーランド（2005年、EU・ジャパンフェスト日本委員会）
- アムール 翠れん（2005年、プチグラパブリッシング）
- 風景の手入れ（2005年、森ビル株式会社広報室）
- Tokyo and my Daughter（2006年、Nieves）
- Bellevue Ryo Kase—加瀬亮-写真+言葉+全作品(2006年、メディアファクトリー) 加瀬亮写真集
- NEW WAVES（2007年、パルコ出版）
- Architectural Landscapes（2007年、Gallery White Room Tokyo）
- TAAKSHI HOMMA：TOKYO（2008年、Aperture、ニューヨーク）
- Mountains “Seeing Itself”（2008年、between the books）
- First, jay comes（2009年、Hassla Books、ニューヨーク）
- たのしい写真 よい子のための写真教室（2009年、平凡社）
- Trails（2009年、マッチアンドカンパニー）
- 35 Years Later（2009年、The Thunderstorm Press）
- Vedove/Widows（2010年、Fantombooks/Boiler Corporation、ミラノ）
- M（2010年、Gallery 360°）
- Nursery（2010年、Nieves、チューリッヒ）
- ニュー・ドキュメンタリー（2011年、朝日新聞社）
- TAKASHI HOMMA Diaries 2010-2011（2011年、MDN）
- IN OUR NATURE（2011年、SUPER LABO）
- その森の子供：Mushrooms From The Forest（2011年、リムアート）
- ポートレイト 市川実日子 たのしい写真2（2012年、平凡社）
- 物物（2011年、BOOK PEAK ）
- たのしい写真3 ワークショップ篇（2014年、平凡社）
- New Documentary（2014年、SUPER LABO）
- RRREECCONNSTRUCCTTT（2014年、GOLIGA）
- NINE SWIMMING POOLS AND A BROKEN I PHONE（2014年、POST）
- VARIOUS COVERED AUTOMOBILES AND SNOW（2015年、POST）
- THIRTYFOUR PARKING LOTS（2015年、POST）
- SCANDINAVIAN MUSHROOM（2015年、POST）
- VARIOUS SHAPED HOSES AND SNAKE（2016年、POST）
- THE NARCISSISTIC CITY（2016年、MACK）
- A SONG FOR WINDOWS（2016年、LIBRARYMAN）
- ホンマタカシの換骨奪胎: やってみてわかった！最新映像リテラシー入門（2016年、新潮社）
- Babycakes（2017年、POST）
- Royal Road Test（2017年、POST）
- TwentySix Gasoline Stations（2017年、POST）
- New Waves（2017年、POST)
- TRAILS（2019年、MACK ）
- Symphony その森の子供 mushrooms from the forest（2019年、Case Publishing）
- Every Building on the Ginza Street （2019年、POST）
- LOOKING THROUGH - LE CORBUSIER WINDOWS（2019年、WALTHER KÖNIG）
- Less is（2021年、白船社）
- Tokyo and my Daughter 完全版（2021年、Nieves）
- Casa BRUTUS特別編集 ホンマタカシ TOKYO NEWSCAPES（2021年、マガジンハウス）
- TOKYO AND ME 01 - 08 / ホンマタカシ（2021年、zine by OIL MAGAZINE クラスカ）

### 映画
- A NEW HOME TOWN（1998年/日本）
- 謎のFLYING SAUCER FAKE OR LOVE?（1998年/日本/10分、リトルモア）
- 謎のFLYING SAUCER 2 FAKE OR LOVE?（1998年/日本/10分、リトルモア）
- HOW TO 柔術（1998年/日本/10分、リトルモア）
- きわめてよいふうけい（2004年/日本/40分/カラー/4:3、出演：中平卓馬、森山大道ほか、リトルモア）
- 最初にカケスがやってくる（2016年/日本/68分バージョン/225分バージョン/カラー、音楽：ダスティン・ウォング）
- After 10 years（2016年/日本/101分/カラー/16:9、メジロフィルムズ）
- 女優（2016年/日本/15分/カラー/16:9、出演：青柳いづみ）
- 暗室（2016年/日本/20分/カラー/16:9、出演：金村修）
- あなたは、あたしといて幸せですか？（2016年/日本/70分/カラー、出演：飴屋法水ほか）
- アヤクーチョの唄と秩父の山（2019/日本/60分/カラー/16:9/日本語・スペイン語・ケチュア語、メジロフィルムズ）
- 建築と時間と妹島和世（2020年/日本/60分/カラー/16:9、ユーロスペース、出演：妹島和世、大阪芸術大学）